# フランシスコ・ハビエル・ロドリゲス・ビルチェス
フランシスコ・ハビエル・ロドリゲス・ビルチェス（スペイン語：Francisco Javier Rodríguez Vílchez、1978年6月17日 - ）は、スペイン・アルメリア県アルメリア出身の元サッカー選手。現サッカー指導者。

## 経歴

### 指導者時代

#### アルメリア監督
UDアルメリアがプリメーラ・ディビシオンに3シーズンぶりに昇格した2013-2014シーズンに、セカンドチームでの指導の手腕が評価され、トップチームの監督に就任した。4-2-3-1を使うも、開幕10試合勝利がないなど苦しいシーズンとなったが、限られた戦略の中で、観客を魅力する試合を見せ、昇格1年目のシーズンを17位で終え、プリメーラ・ディビシオンに残留した。35歳という若さで月間優秀監督賞を2度も獲得した。
続く2014-2015シーズンでは、育成させた主力選手のビッククラブ移籍(ビダルはバルセロナへ移籍)も多く、思うように勝ち点を上げることができず、SDエイバルに2-5の敗戰をしたのちに、解任となった。その後、クラブは19位で降格している。

#### ムルシア監督
2016年12月に、セグンダ・ディビシオンのUCAMムルシアの監督に就任した。降格圏内に沈んだチームを、一時は立て直したようにも思えたが、結局はセグンダ・ディビシオンBに降格し、シーズン終了後に退任した。

#### ルーゴ監督
2017年にCDルーゴの監督に就任した。

#### コルドバ監督
シーズン終了後には1部強豪クラブへの引き抜きが噂されたが、2018年6月28日に同じセグンダ・ディビシオンのコルドバCFの監督に就任した。しかしクラブの財政状況の悪さから、リーグからコルドバは制裁を受け選手獲得が禁止されたことから、8月2日に辞任した。

#### ウエスカ監督
2018年10月10日、成績不振を理由に解任されたレオ・フランコ監督の後任としてSDウエスカの監督に就任した。

#### ジローナ監督
2020年6月30日、ジローナFCの監督に就任した。

#### エルチェ監督
2021年11月からはエルチェCFを率いて初年度を残留に導いたものの、2022-23シーズンに成績不振を受けて2022年10月に解任された。

#### ラージョ監督
2023年6月28日、アンドニ・イラオラ監督の後任としてラージョ・バジェカーノの監督に就任した。2024年2月13日、リーグ戦直近14試合でわずか1勝しか挙げられず、解任された。

## 監督成績
2024年2月13日現在
| クラブ                 | 国           | 就任           | 退任          | 記録 | 記録 | 記録 | 記録 | 記録 | 記録 | 記録 | 記録   |
| クラブ                 | 国           | 就任           | 退任          | 試   | 勝   | 分   | 敗   | 得   | 失   | 差   | 勝率   |
| ---------------------- | ------------ | -------------- | ------------- | ---- | ---- | ---- | ---- | ---- | ---- | ---- | ------ |
| アルメリア B           | スペインの旗 | 2011年6月2日   | 2013年6月29日 | 76   | 29   | 22   | 25   | 102  | 106  | −4   | 038.16 |
| アルメリア             | スペインの旗 | 2013年6月29日  | 2014年12月9日 | 57   | 15   | 13   | 29   | 62   | 98   | −36  | 026.32 |
| ムルシア               | スペインの旗 | 2016年12月13日 | 2017年6月21日 | 25   | 7    | 9    | 9    | 21   | 25   | −4   | 028.00 |
| ルーゴ                 | スペインの旗 | 2017年6月21日  | 2018年6月5日  | 44   | 15   | 11   | 18   | 40   | 50   | −10  | 034.09 |
| コルドバ               | スペインの旗 | 2018年6月28日  | 2018年8月2日  | 0    | 0    | 0    | 0    | 0    | 0    | +0   | —      |
| ウエスカ               | スペインの旗 | 2018年10月10日 | 2019年5月19日 | 32   | 6    | 10   | 16   | 36   | 55   | −19  | 018.75 |
| ジローナ               | スペインの旗 | 2020年6月30日  | 2021年6月30日 | 60   | 30   | 15   | 15   | 67   | 48   | +19  | 050.00 |
| エルチェ               | スペインの旗 | 2021年11月28日 | 2022年10月4日 | 34   | 12   | 4    | 18   | 37   | 52   | −15  | 035.29 |
| ラージョ・バジェカーノ | スペインの旗 | 2023年6月28日  | 2024年2月13日 | 28   | 8    | 9    | 11   | 31   | 34   | −3   | 028.57 |
| 合計                   | 合計         | 合計           | 合計          | 356  | 122  | 93   | 141  | 397  | 469  | −72  | 034.27 |

## タイトル

### 指導者時代
- プリメーラ・ディビシオン月間最優秀監督：2回（2013年11月、2014年5月）